# Protocolo Photofinishing Data Format
El protocolo photofinishing data format (PFDF) es un protocolo informático de comunicación estándar para la industria de la imagen. Su objetivo es formalizar cualquier flujo de información entre las diversas máquinas o actores que intervengan en una escena de envío de fotografías, situación habitual en un laboratorio de imagen.
La entidad creadora que respalda dicho término es la International Imaging Industry Association (I3A). En su página web podemos solicitar la especificación completa de dicho protocolo, con la finalidad de implementar nuestro propio flujo de trabajo fotográfico.
La especificación de PFDF incluye tres documentos que describen la estructura de un fichero pfdf, las reglas que deben cumplir los datos que forman parte de la descripción y el protocolo de tratamiento de dicho fichero a lo largo de un flujo de trabajo en el laboratorio. Dicho protocolo permite describir completamente todos los datos asociados a un pedido, incluyendo información del cliente, punto de venta en el que se realiza el pedido y servicios que solicita el cliente. 
Las posibilidades de información de este protocolo permitirían asociar los datos que describe con cualquier sistema de maquinaria de laboratorio, además de una completa información del flujo de trabajo que se realiza a un cliente completo. Debido a ello, se está empezando a utilizar en sistemas de comercio electrónico, que permitirían comunicar una tienda de fotografía electrónica con todo un laboratorio profesional.